# Karl Magnus von Breyer
Karl Magnus von Breyer (* 9. Augustjul. / 20. August 1746greg. in Kuikatz, Gouvernement Livland; † 28. Apriljul. / 10. Mai 1813greg.  in Reval, Gouvernement Estland) war ein deutschbaltischer Marineoffizier und Vizeadmiral der Kaiserlich Russischen Marine.

## Leben

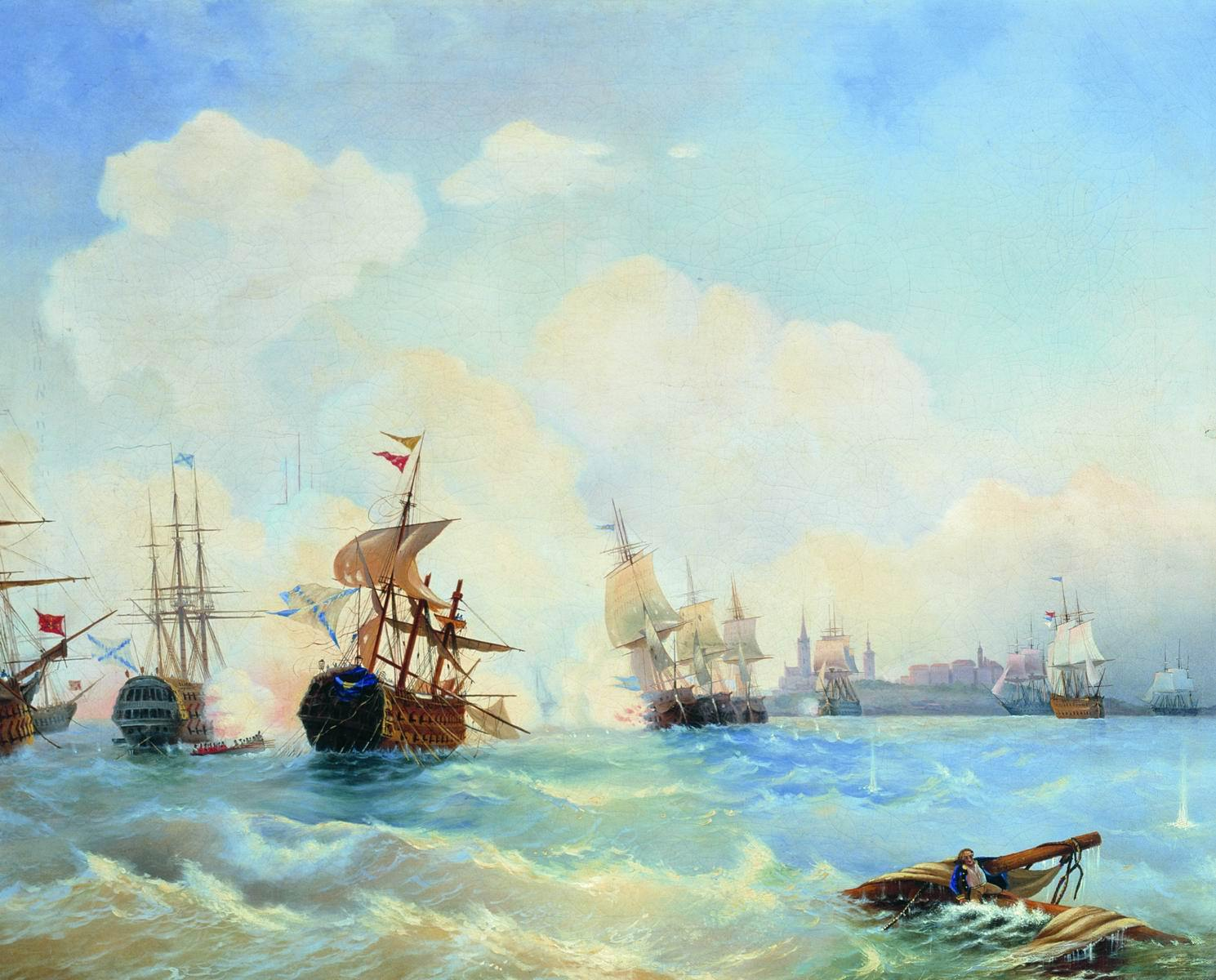
Seeschlacht bei Reval, Gemälde von Alexei Bogoljubow (1860)

Breyer wurde auf der Poststation Kuikatz (estn. Kuigatsi) als Sohn eines Postkommissars (a) geboren. 1763 trat er als Seekadett in das Kadettenkorps der Marine in Sankt Petersburg ein. (b) Nachdem er 1796 zum Mitschman ernannt worden war, nahm er mit den ins Mittelmeer entsandten Schiffen der Baltischen Flotte unter Admiral Grigori Spiridow am Russisch-Türkischen Krieg (1768–1774) teil, wo er mit dem Linienschiff Europa unter Kapitän Fedot Klokatschew, u. a. in der Seeschlacht von Çeşme kämpfte. Während seiner Laufbahn kommandierte Breyer mehrere Kriegsschiffe, sowohl Fregatten als auch Linienschiffe. Eines davon war das 66-Kanonen-Linienschiff Dmitri Donskoj, auf der er von 1786 bis 1787 das Kommando hatte. Am längsten kommandierte er die St. Helena, ein 74-Kanonen-Linienschiff, mit dem er am Russisch-Schwedischen Krieg (1788–1790) teilnahm, darunter an der Schlacht bei Hogland (c), der Schlacht bei Öland, der Seeschlacht bei Reval (d), bei der sein Schiff in der ersten Linie kämpfte, und am Spießrutenlauf von Wyborg.
Nachdem Russland der Ersten Koalition gegen das revolutionäre Frankreich beigetreten war, kreuzte Breyer von 1795 bis 1796 als Flaggkapitän unter Konteradmiral Michail Kondratjewitsch Makarow mit der St. Helena und einem russischen Geschwader in der Nordsee.
Im Juni 1799, kurz nach seiner Beförderung zum Konteradmiral, erhielt er den Auftrag, ein Geschwader für die britisch-russische Invasion in Holland auszurüsten. Hierfür wurden ihm vom Geschwader des Admirals Pjotr Iwanowitsch Chanykow die Asia-Klasse Linienschiffe Iona, Mikhail, St. Ianuarii und Panteleimon, das Tsar-Konstantin-Klasse Linienschiff Aleksandr Nevskii, das 1790 von Schweden erbeutete Linienschiff Ömheten und die Fregatte Arkhangel Rafail zugeteilt. Zusätzlich wurden die Fregatten Venus und Reval, die Ruderfregatten St Konstantin und St. Nikolai, sowie die Transportschiffe Neptun und Minerva unter Breyers Kommando gestellt.
1802 wurde er zum Vizeadmiral befördert und übernahm die Kommandantur des Revaler Hafens, die er bis zu seiner Pensionierung 1804 innehatte. Den Rest seines Lebens verbrachte er in Reval.

## Militärische Laufbahn
| Jahr | Datum                                | Rang                      |
| ---- | ------------------------------------ | ------------------------- |
| 1766 | 15. Dezemberjul. / 26. Dezembergreg. | Gardemarin                |
| 1769 | 30. Junijul. / 11. Juligreg.         | Mitschman                 |
| 1773 | 1. Januarjul. / 12. Januargreg.      | Leutnant                  |
| 1780 | 29. Apriljul. / 10. Maigreg.         | Kapitänleutnant           |
| 1786 | 20. Apriljul. / 1. Maigreg.          | Kapitän 2. Ranges         |
| 1790 | 6. Julijul. / 17. Juligreg.          | Kapitän 1. Ranges         |
| 1796 | 23. Novemberjul. / 4. Dezembergreg.  | Kapitän im Brigadiersrang |
| 1798 | 23. Septemberjul. / 4. Oktobergreg.  | Kapitän Kommandeur        |
| 1799 | 29. Januarjul. / 9. Februargreg.     | Konteradmiral             |
| 1802 | 23. Novemberjul. / 5. Dezembergreg.  | Vizeadmiral               |

## Auszeichnungen
- Kaiserlich Russischer Orden des Heiligen Georg 4. Klasse (verliehen 1785)[1]
- Goldenes Schwert für Tapferkeit (verliehen 1790)
- Russischer Orden der Heiligen Anna 3. Klasse (verliehen 1797)
- Russischer Orden der Heiligen Anna 1. Klasse (verliehen 1800)[1]

## Familie
Karl Magnus von Breyer war nicht verheiratet. Sein Vater war Postkommissar Gustav Johann Breyer. Seine Nichte heiratete den Pfarrer von Kamby (estn. Kambja) Gustav Emmanuel Stockenberg.